# 何联奎故居
何联奎故居位于中国浙江省丽水市松阳县西屏街道中弄7号，建于清代晚期。建筑坐北朝南，分门厅、正厅和后楼三进，面阔均为五间，两侧设厢房。2016年4月-11月由松阳县政府实施抢救性修缮。